# Touring Superleggera Aero 3
Touring Superleggera Aero 3 – samochód sportowy klasy wyższej wyprodukowany przez włoskie przedsiębiorstwo Carrozzeria Touring Superleggera w 2020 roku.

## Historia i opis modelu

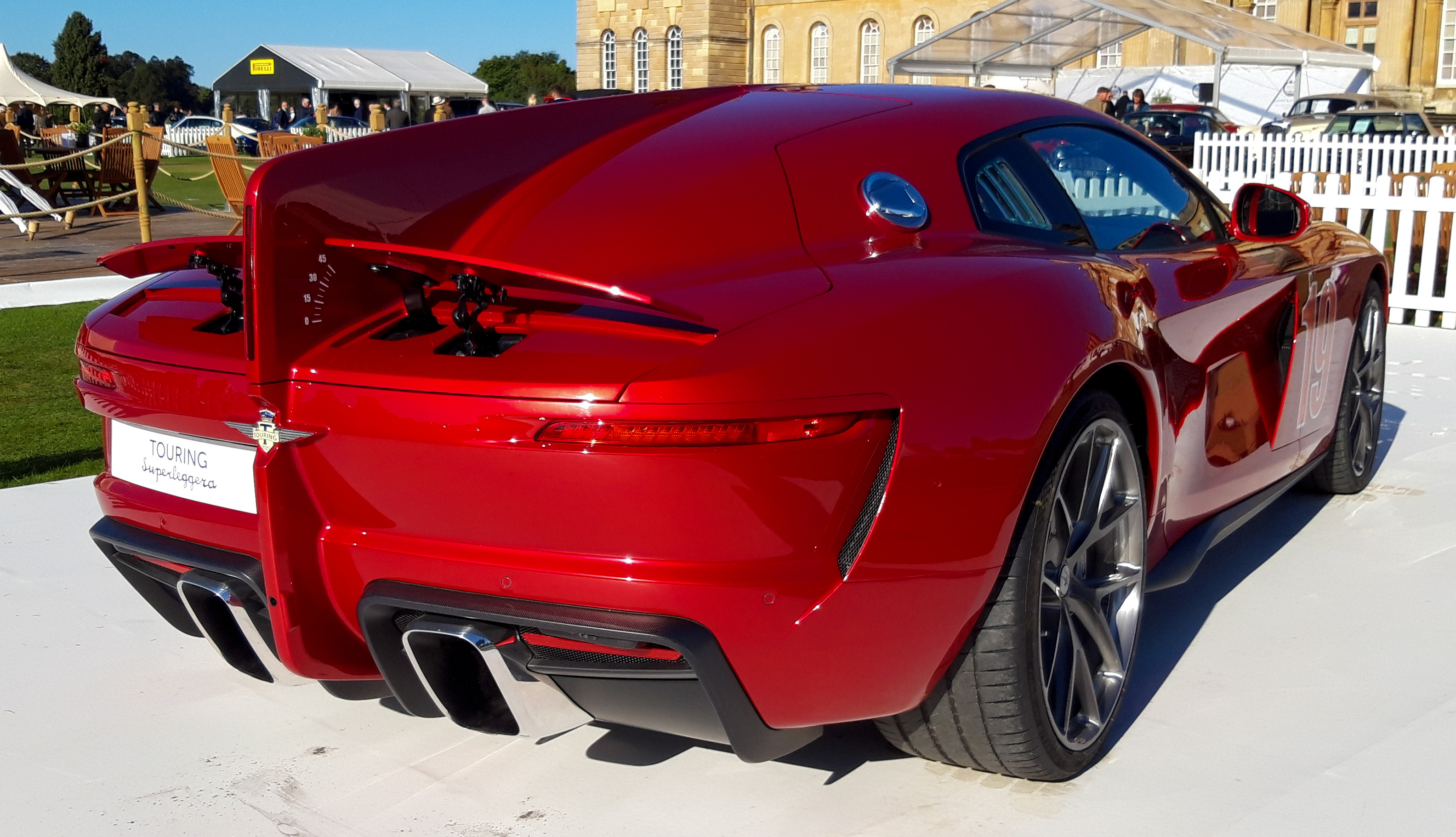
Touring Superleggera Aero 3 - tył

We wrześniu 2020 roku włoskie przedsiębiorstwo Carrozzeria Touring Superleggera przedstawiło kolejny, po zbudowanej w 2015 roku krótkiej serii limitowanego Touring Berlinetta Lusso, model sportowo-luksusowego coupé oparty na włoskim grand tourerze Ferrari F12berlinetta. Model Superleggera Aero 3 otrzymał awangardową stylizację w stylu retro, nawiązując do klasycznych samochodów Alfa Romero z lat 30. XX wieku.
Autorski projekt nadwozia opracowany od podstaw wyróżnił się m.in. rozbudowaną liczbą wlotów powietrza w pasie przednim, agresywnie stylizowanymi reflektorami, a także nietypowo ukształtowanym tyłem przedzielonym pionowo ściętym skrzydłem w stylu dawnego nurtu stylistycznego streamline.
Do napędu Touring Superleggera Aero 3 wykorzystany został pochodzący z pierwowzoru Ferrari wolnossący silnik benzynowy V12 konstrukcji firmy z Maranello rozwijający moc 730 KM i 6,3 litra pojemności. Zapewnia ona podobne do oryginału osiągi w postaci sprintu do 100 km/h w 3,1 sekundy i prędkości maksymalnej 340 km/h.

### Sprzedaż
Touring Superleggera Aero 3, jak inne konstrukcje Carrozzeria Touring Superleggera, zostało zbudowane w limitowanej serii dla ograniczonego grona nabywców. W momencie premiery firma przewidziała zbudowanie 15 egzemplarzy sporotwo-luksusowego modelu, nie wskazując ceny, na jaką opiewają transakcje.

### Silnik
- V12 6.3l 730 KM